# عصير شمندر
عصير الشمندر، يحضّر من الشمندر بالإضافة إلى الجزر، الخيار، عصير البرتقال، والسكر، ثم يقدّم بارداً.

## السعرات الحرارية
يحتوي كل كوب من عصير الباربا (250مل تقريباً) على المعلومات الغذائية التالية:
- السعرات الحرارية: 140
- الدهون: 1
- الدهون المشبعة: 0
- الكوليسترول: 0
- الكاربوهيدرات: 32
- البروتينات: 4

## وصلات خارجية
وصفة عصير الباربا مع معلوماتها الغذائية